# Depew (Nueva York)
Depew es una villa ubicada en el condado de Erie en el estado estadounidense de Nueva York. En el año 2000 tenía una población de 16 629 habitantes y una densidad poblacional de 1 267,2 personas por km².

## Geografía
Depew se encuentra ubicada en las coordenadas 42°54′42″N 78°42′6″O / 42.91167, -78.70167. Según la Oficina del Censo de los Estados Unidos, el pueblo tiene una superficie total de 5.1 millas cuadradas (13 km²), toda de tierra firme.

## Demografía
Según la Oficina del Censo en 2000 los ingresos medios por hogar en la localidad eran de $42 232, y los ingresos medios por familia eran $50 021. Los hombres tenían unos ingresos medios de $35 219 frente a los $25 604 para las mujeres. La renta per cápita para la localidad era de $19 914. Alrededor del 5,4% de la población estaban por debajo del umbral de pobreza.